# Puebla de Eca
La Puebla de Eca es una villa y localidad castellana en la provincia de Soria (Castilla y León, España). Históricamente perteneciente a la Comunidad de Villa y Tierra de Almazán, pertenece administrativamente al municipio de Almaluez desde 1972. Se encuentra a los pies de la Sierra del Muedo. Nace en su término el arroyo de la Cañada, que desemboca en el río Nágima.
Destaca por sus restos de un antiguo castillo, posiblemente utilizado como elemento de vigilancia entre los castillos de Monteagudo de las Vicarías y una atalaya en Señuela. Sus edificios históricos más relevantes son la iglesia románica de la Asunción de Nuetra Señora y el Royo de Justicia en la plaza Mayor. Asimismo, destaca la Cruz del Humilladero a la entrada desde Aguaviva.

## Geografía
Se encuentra a unos 24 km de Almazán, accesible por la N-111 o la C-116. Se encuentra al norte de la Sierra del Muedo, entre Taroda y Chércoles. 
Pertenece al partido judicial de Almazán. Para la administración eclesiástica de la Iglesia católica, forma parte de la Diócesis de Osma-Soria la cual, a su vez, pertenece a la Archidiócesis de Burgos.

## Historia
Esta pequeña villa perteneció a los Sotomayor del valle de Deza según consta documentalmente en 1205, pasando en 1597 a manos de Juan Hurtado de Mendoza. Durante la Edad Media contó con una importante aljama hebrea dependiente de Almazán.

## Demografía
| Gráfica de evolución demográfica de Puebla de Eca entre 1842 y 1970 |
| |
| Población de derecho según los censos de población del INE Población de hecho según los censos de población del INEEntre el censo de 1981 y el anterior, este municipio desaparece porque se integra en el municipio 42018 (Almaluez) |

## Patrimonio
- Iglesia parroquial de Nuestra Señora de la Asunción, a cuya entrada aparecen unas tumbas, y la Cruz del Humilladero.
- Picota o rollo.
- Restos del Castillo del moro.